# Store menneskeaber
De store menneskeaber (Hominidae) er en taksonomisk familie af primater, der omfatter syv nulevende arter i fire slægter: Pongo (orangutanger), Gorilla, Pan (chimpanser) og Homo.
Tidligere defineredes familien Hominidae kun som slægten Homo og de nærmeste slægtninge, men disse udgør nu underfamilien Homininae. Udtrykket de "store menneskeaber" bruges undertiden synonymt med "menneskeaber". I denne artikel anvendes "menneskeaber" om overfamilien Hominoidea, der også omfatter gibboner (de små menneskeaber).
Den nærmeste fælles stamform til alle de store menneskeaber levede for omtrent 14 millioner år siden, da orangotangernes forfader udspaltedes fra de tre andre slægters udviklingslinje. Forfædrene til de store menneskeaber havde allerede udspaltet sig fra Hylobatidae (gibbonerne) for måske 15-20 millioner år siden.

## Udseende og levevis
De store menneskeaber er store, haleløse primater. Den mindste art er bonoboen med en vægt på 30-40 kg og de største findes i gorilla-slægten, hvor hannen vejer 140-180 kg. Hos alle de store menneskeaber er hannen, i gennemsnit, større og tungere end hunnen, selvom graden af forskel kønnene imellem varierer meget fra art til art. Selv om de fleste nulevende arter hovedsageligt bevæger sig på fire ben, er de alle i stand til at anvende deres hænder til at samle føde eller redemateriale og i nogle tilfælde også til brug af redskaber.
Frugt er den foretrukne føde for alle arter, bortset fra mennesker. Når gorillaer på visse tider af året ikke kan finde frugt, går de over til at æde skud og blade, ofte fra bambus, en slags græs. Gorillaer er stærkt tilpasset til at kunne tygge og fordøje denne slags føde, men foretrækker stadig frugt, når den er tilgængelig. Mennesket har siden den neolitiske revolution mest levet af kornprodukter og anden stivelsesholdig kost samt i tiltagende grad forarbejdede fødevarer såvel som kød og andre forædlede planter (og deres frugter). De store menneskeabers tænder ligner dem man finder hos gibboner og østaber, selv om de er særlig store hos gorillaer. Tandformlen er 2.1.2.32.1.2.3. Menneskets tænder og kæber er markant mindre end hos andre store menneskeaber, hvilket muligvis er en tilpasning i forhold til tilberedningen af mad over ild siden slutningen af Pleistocæn.
Drægtighedsperioden hos de store menneskeaber er 8-9 måneder og resulterer i en enkelt unge, sjældent tvillinger. Ungen fødes hjælpeløs og må passes i en lang periode. Sammenlignet med andre pattedyr, så er ungdommen bemærkelsesværigt lang, Ungen bliver først fravænnet efter adskillige år og bliver først helt voksne efter otte til 13 år (endnu senere hos mennesker). Som et resultat af dette føder hunnen kun børn med års mellemrum. Der findes ingen egentlig ynglesæson i løbet af året.

## Sammenligning af populationer
Tabellen viser det anslåede antal individer for hver af de syv nulevende arter, der lever uden for zoologiske haver.
| Art                | Anslået antal | Noter  |
| ------------------ | ------------- | ------ |
| Borneo-orangutang  | 61.234        | [ 8 ]  |
| Sumatra-orangutang | 6.667         | [ 8 ]  |
| Vestlig gorilla    | 200.000       | [ 9 ]  |
| Østlig gorilla     | 6.000         | [ 9 ]  |
| Chimpanse          | 100.000       | [ 10 ] |
| Bonobo             | 10.000        | [ 10 ] |
| Menneske           | 7.400.000.000 | [ 11 ] |

## Udviklingshistorie
Fossiler af en abe kaldet Proconsul africanus fundet i Østafrika, har en alder på ca. 18-22 millioner år. Den repræsenterer muligvis en fælles forfader for menneskeaberne. Også Kenyapithecus, fundet i Østafrika, kunne være en 14 millioner år gammel forfader til de store menneskeaber.
Ændringer i miljøet påvirker dyrelivet i Østafrika mellem 25 og 5 millioner år før nu (dvs. i den geologiske periode Miocæn). Det starter med dannelsen af en dyb sprække ned gennem det østlige Afrika, fulgt af faldende temperaturer i resten af Miocæn. Sivapithecus, der levede for omkring 12 millioner år siden, udgør muligvis starten på en udviklingslinje, der fører til den nulevende orangutang, men også til den uddøde Gigantopithecus, hvoraf der er fundet fossiler i Asien. Den har en alder på mellem 2 og 5 millioner år.
Danske forskere har studeret forskellen mellem menneskets genom og de øvrige menneskeabers genom. Adskillelsen af gorilla-linjen fra mennesket sker formentlig for 10 millioner år siden, og adskillelsen fra henholdsvis chimpanser og orangutanger sker for henholdsvis 6,5 og 12 millioner år siden. Vores viden om både rækkefølgen for de forskellige opdelinger og deres tidsmæssige placering er ikke mindst baseret på moderne molekylær-genetiske metoder. Det har vist sig, at menneskets gener er 99% de samme som chimpansens, 98% som gorillaens og 97% som orangutangens.
Mens der er mange fossil-fund til dokumentation af menneskeabernes tidlige udviklingshistorie og en del fund til beskrivelse af den linje, der har ført til mennesket inden for de seneste 5 millioner år, så er der meget få fund til dokumentation af udviklingen for mellem 10 og 5 millioner år siden.[kilde mangler]

## Klassifikation
De store menneskeaber, familien Hominidae, udgør sammen med gibbonerne (de små menneskeaber) overfamilien Hominoidea (menneskeaber). Familiens nulevende arter inddeles i to underfamilier, der hver deles i en eller flere tribusser og slægter.

### Nulevende arter
Der findes syv nulevende arter af store menneskeaber inddelt i fire slægter. Den følgende klassifikation er almindeligt anerkendt:
- Familie Hominidae
  - Underfamilie Ponginae
    - Tribus Pongini
      - Slægt Pongo
        - Borneo-orangutang, Pongo pygmaeus
          - Pongo pygmaeus pygmaeus
          - Pongo pygmaeus morio
          - Pongo pygmaeus wurmbii

        - Sumatra-orangutang, Pongo abelii

  - Underfamilie Homininae
    - Tribus Gorillini
      - Slægt Gorilla
        - Gorilla gorilla
          - Vestlig lavlandsgorilla, Gorilla gorilla gorilla
          - Cross River-gorilla, Gorilla gorilla diehli

        - Gorilla beringei
          - Bjerggorilla, Gorilla beringei beringei
          - Østlig lavlandsgorilla, Gorilla beringei graueri

    - Tribus Hominini
      - Undertribus Panina
        - Slægt Pan
          - Chimpanse, Pan troglodytes
            - Pan troglodytes troglodytes
            - Pan troglodytes verus
            - Pan troglodytes ellioti
            - Pan troglodytes schweinfurthii

          - Bonobo (dværgchimpanse), Pan paniscus

      - Undertribus Hominina
        - Slægt Homo
          - Menneske, Homo sapiens
            - Anatomisk moderne menneske, Homo sapiens sapiens

### Arter fundet som fossiler
Ud over de nulevende arter og underarter har arkæologer, palæontologer og antropologer opdaget og klassificeret adskillige uddøde arter af store menneskeaber:
Familie Hominidae
- Underfamilie Ponginae[16]
  - Tribus Lufengpithecini †
    - Lufengpithecus
      - Lufengpithecus lufengensis
      - Lufengpithecus keiyuanensis
      - Lufengpithecus hudienensis

  - Tribus Sivapithecini†
    - Ankarapithecus
      - Ankarapithecus meteai

    - Sivapithecus
      - Sivapithecus brevirostris
      - Sivapithecus punjabicus
      - Sivapithecus parvada
      - Sivapithecus sivalensis
      - Sivapithecus indicus

    - Gigantopithecus
      - Gigantopithecus bilaspurensis
      - Gigantopithecus blacki
      - Gigantopithecus giganteus

  - Tribus Pongini
    - Khoratpithecus†
      - Khoratpithecus ayeyarwadyensis
      - Khoratpithecus piriyai
      - Khoratpithecus chiangmuanensis

    - Pongo (orangutanger)
      - Pongo hooijeri†
- Underfamilie Homininae[15][17]
  - Tribus Dryopithecini †
    - Pierolapithecus†
      - Pierolapithecus catalaunicus

    - Udabnopithecus†
      - Udabnopithecus garedziensis

    - Graecopithecus† (placering omstridt)
      - Graecopithecus freybergi (?=Ouranopithecus macedoniensis)

    - Otavipithecus†
      - Otavipithecus namibiensis

    - Morotopithecus†
      - Morotopithecus bishopi

    - Oreopithecus (placering omstridt)
      - Oreopithecus bambolii

    - Nakalipithecus
      - Nakalipithecus nakayamai

    - Anoiapithecus
      - Anoiapithecus brevirostris

    - Hispanopithecus
      - Hispanopithecus laietanus
      - Hispanopithecus crusafonti

    - Dryopithecus
      - Dryopithecus wuduensis
      - Dryopithecus fontani
      - Dryopithecus brancoi
      - Dryopithecus laietanus
      - Dryopithecus crusafonti

  - Rudapithecus†
    - Rudapithecus hungaricus

  - Samburupithecus†
    - Samburupithecus kiptalami

  - Tribus Gorillini
    - Chororapithecus † (placering omstridt)
      - Chororapithecus abyssinicus

  - Tribus Hominini
    - Undertribus Hominina
      - Sahelanthropus†
        - Sahelanthropus tchadensis

      - Orrorin†
        - Orrorin tugenensis

      - Ardipithecus†
        - Ardipithecus ramidus
        - Ardipithecus kadabba

      - Kenyanthropus† (placering omstridt)
        - Kenyanthropus platyops

      - Praeanthropus†[18]
        - Praeanthropus bahrelghazali
        - Praeanthropus anamensis
        - Praeanthropus afarensis

      - Australopithecus†
        - Australopithecus africanus
        - Australopithecus garhi
        - Australopithecus sediba
        - Australopithecus deyiremeda

      - Paranthropus†
        - Paranthropus aethiopicus
        - Paranthropus robustus
        - Paranthropus boisei

      - Homo – umiddelbare forfædre til det moderne menneske
        - Homo gautengensis†
        - Homo rudolfensis†
        - Homo naledi†
        - Homo habilis†
        - Homo floresiensis†
        - Homo erectus†
        - Homo ergaster†
        - Homo antecessor†
        - Homo heidelbergensis†
        - Homo cepranensis†
        - Homo helmei†
        - Homo palaeojavanicus†
        - Homo tsaichangensis†
        - Homo neanderthalensis†
        - Homo rhodesiensis†
        - Homo sapiens
          - Homo sapiens idaltu†
          - Cro-Magnonmennesket (Arkaisk Homo sapiens)†